# 张献民
張獻民（1964年8月9日—），中国大陸演员、獨立電影批評家和策展人，江蘇南京人，任教於北京電影學院。2006年，主演婁燁電影《頤和園》，該片入圍第59屆坎城影展主競賽。2008年，擔任台北電影節評審。2015年，在畢贛電影《路邊野餐》中出任藝術總監。

## 早年
1985年获北京外国语学院法语学士。1987年获巴黎第三大学电影硕士学位。

## 生平
張獻民為中國大陸北京电影学院教授，曾任中国独立影像年度展组委会主席。2005年，参演娄烨导演的《颐和园》，该片入圍第59届坎城影展主竞赛。2015年，任毕赣处女作《路边野餐》艺术顾问，电影先后获得洛迦诺国际电影节、金马奖等奖项。

## 评审
曾任香港国际电影节、台北电影节、釜山国际电影节、克莱蒙费朗电影节、鹿特丹电影节等电影节评委。